# Амар Герджаліу
Амар Герджаліу (англ. Amar Gërxhaliu, нар. 26 квітня 2002, Вучитрн, Сербія та Чорногорія) — косовський футболіст, центральний захисник турецького клубу «Антальяспор».

## Ігрова кар'єра

### Клубна
Займатися футболом Амар Герджаліу почав у своїму рідному місті Вучитрн. Після того він пройшов через молодіжні команди косовського клубу «Вуштррія» та турецького «Істанбул Башакшехір». 
У 2022 році футболіст приєднався до іншого клубу турецької Суперліги «Антальяспор», де перший сезон грав у молодіжній команді. Дебют Амара на професійному рівні відбувся 9 листопада 2022 року в матчі на Кубок Туреччини. В чемпіонаті країни першу гру Герджаліу провів 28 січня 2023 року, коли вийшов на заміну в матчі проти «Умранієспора».

### Збірна
У 2019 році Амар Герджаліу провів одну гру в юнацькій збірній Албанії.
Пізніше він почав свої виступи в молодіжній збірній Косова.
У березні 2023 року Амар Герджаліу отримав виклик до національної збірної Косова на матчі кваліфікації до Євро-2024. Але на поле того разу захисник не виходив.